# Skipsea Castle

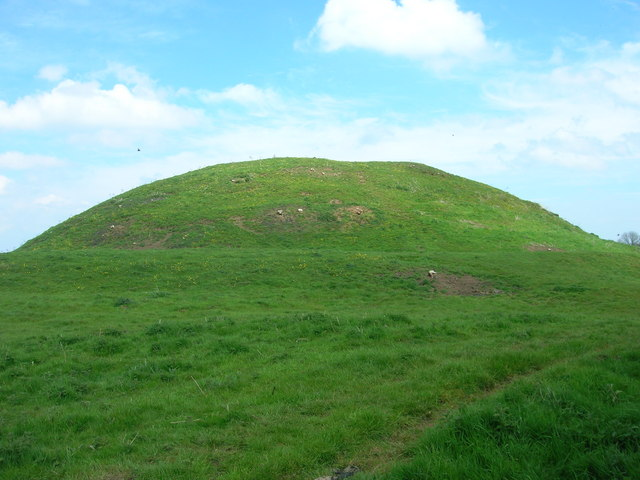
Der Mound von Skipsea Castle

Skipsea Castle ist eine abgegangene Burg in der Nähe des Dorfes Skipsea in der englischen Verwaltungseinheit East Riding of Yorkshire. Die normannische Motte wurde im 11. Jahrhundert zum Schutz der kürzlich eroberten Region gegen vermutete dänische Angriffe und zur Kontrolle der Handelsstraßen durch die Region, die zur Nordsee führen, gebaut. Mound und Vorburg waren getrennt durch das Skipsea Mere, einen künstlichen See, der im Mittelalter durch einen schiffbaren Kanal mit dem Meer verbunden war. Das Dorf Skipsea entstand neben der Kirche der Burg und die befestigte Siedlung Skipsea Brough wurde um 1160 neben der Burg angelegt, um vom möglichen Handel zu profitieren.
1221 rebellierte der Eigentümer der Burg, William de Forz, der Herzog von Aumale, gegen König Heinrich III. Die Festung wurde von königstreuen Truppen eingenommen und der König ordnete ihre Schleifung an. Die Überreste der Burg waren Ende des 14. Jahrhunderts nur noch von geringem Wert und Skipsea Brough wuchs auch nicht weiter. Die Burg fiel Anfang des 20. Jahrhunderts in die Hände des Staates, und von 1987 bis 2001 wurden etliche Ausgrabungen durchgeführt. Im 21. Jahrhundert wird Skipsea Castle von English Heritage verwaltet und ist öffentlich zugänglich.

## Geschichte

### 11. und 12. Jahrhundert
Skipsea Castle wurde um 1086 für Drogo de la Beuvrière, einen flämischen Kaufmann und ersten Lord of Holderness nach der normannischen Eroberung Englands und dem Harrying of the North, gebaut. Die Region lag an der Grenze des normannischen Einflussgebietes und die Lordschaft sollte dazu dienen, das mittlere Yorkshire gegen mögliche dänische Angriffe über die Nordsee hinweg zu schützen. Skipsea Castle bildete das Verwaltungszentrum von De la Beuvrières gewaltigen Ländereien, die sich vom Humber bis nach Bridlington erstreckten, und diente darüber hinaus als Caput oder Hauptsitz seines Eigners.

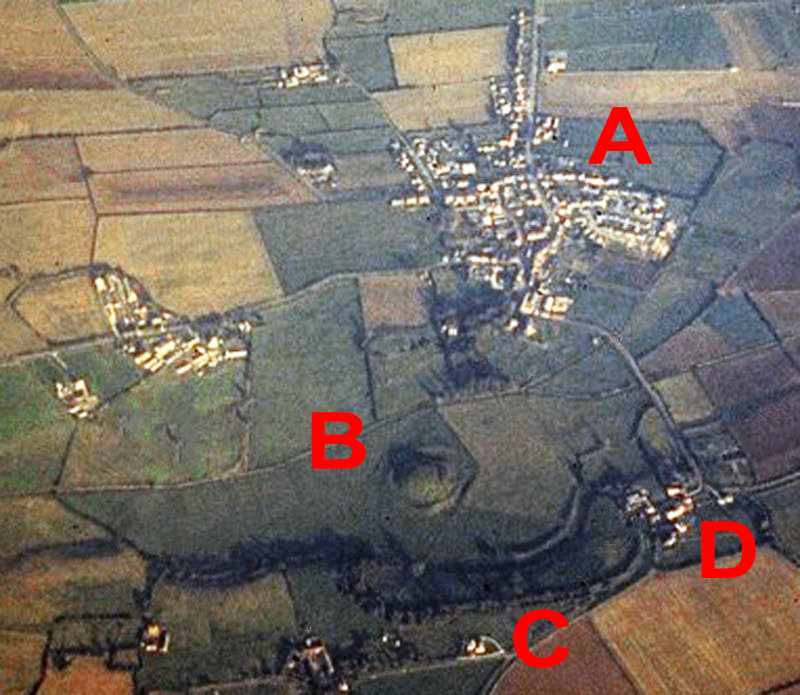
Luftbild von Skipsea Castle von Westen 1979; A – Dorf Skipsea; B – Mound; C – Vorburg; D – Skipsea Brough

Der Name „Skipsea“ hat skandinavische Wurzeln und bezeichnete einen schiffbaren See. Im Mittelalter gab es dort einen Binnenhafen, der durch einen schiffbaren Kanal mit der Nordsee verbunden war, die heute nur etwa 2 km entfernt liegt.  Die Umgebung wurde in dieser Zeit als Insel bezeichnet, weil sie vom Ästuar und von Flussauen umgeben war. Das Gelände der Burg war strategisch wichtig, weil es an der Haupthandelsroute durch das Marschland lag und von See her zu erreichen war. Die Burg erfüllte militärische und ökonomische Funktionen; sie sollte sowohl die neueroberten normannischen Ländereien sichern als auch den Handel über den Binnenhafen kontrollieren.
Die Burg wurde in Form einer Motte angelegt und eine Talsperre wurde vermutlich angelegt, um das umliegende Marschland in einen künstlichen See zu verwandeln, der Skipsea Mere genannt wurde und von dem aus der Kanal zum Meer verlief. Der Komplex hatte seinen eigenen Privathafen, vermutlich auch eine Werft und eine Süßwasser-Fischzucht. Ende des 11. Jahrhunderts wurde eine Kirche östlich der Burg, auf der anderen Seite des Sees, gebaut und das Dorf Skipsea wuchs bald neben der Kirche. De la Beuvriére siedelte zehn Ritter auf Ländereien in der Nähe der Burg an, ein Arrangement, das man Castle-Guard-System nannte: Die Ritter halfen bei der Verteidigung der Burg als Gegenleistung für ihre Ländereien, und einer von ihnen baute sogar seine eigene, kleine Festung im nahegelegenen Aldborough.
Nach dem verdächtigen Tod seiner Gattin floh Drogo de la Beuvrière aus England und König Wilhelm der Eroberer verlehnte die Burg neu an Odo, den Herzog von Aumale. 1096 fiel sie an Arnulf de Montgomery, aber 1102 wieder an die Familie Aumale zurück, die sie dann bis 1221 hielt. Der Handel florierte anfangs und so gründete William le Gros die befestigte Siedlung Skipsea Brough auf der Hügelkette direkt südlich der Burg, vermutlich um 1160. Die Siedlung war zur Erwirtschaftung von Einkommen für die Earls gedacht, diente aber auch der Verteidigung der Burg an ihrer empfindlichsten Seite. Das Castle-Guard-System verfiel und die Ritter der umliegenden Ländereien zahlten stattdessen Abgaben in Geld.

### 13. und 14. Jahrhundert

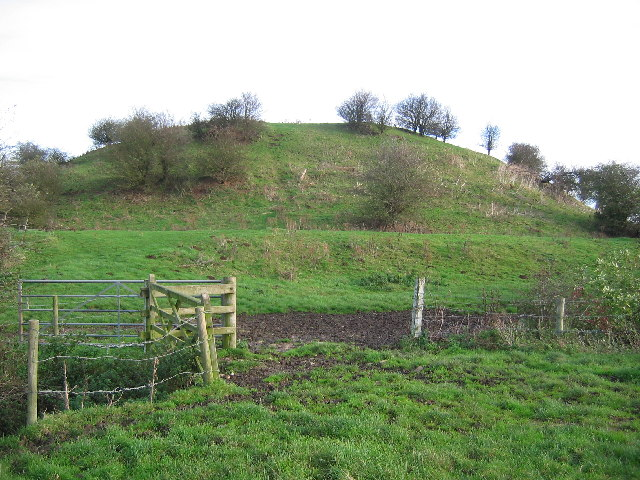
Die inneren Erdwerke der Vorburg und der Mound von Südwesten

Nach etwa 1200 verlor die Burg nach und nach ihre Bedeutung: Sie lag an einer ungünstigen Stelle, die Bedrohung durch die Dänen war nicht mehr vorhanden und die nahegelegene Grundherrschaft von Burstwick wurde zum Verwaltungszentrum der Herrschaft. Im Januar 1220 rebellierte William de Forz, durch Heirat Herzog von Aumale, gegen König Heinrich III. Der Streit umfasste auch die Frage des Eigentums der Länderei von Driffield, 18 km entfernt von Skipsea Castle, die König Heinrich im Jahr zuvor an sich gerissen hatte, aber William de Forz lag mit ihm wegen seiner Vorgehensweise schon einige Jahre vorher in Streit.
William de Forz wurde sofort exkommuniziert und König Heinrich beeilte sich, die Revolte zu unterdrücken. Die Barone in Englands Norden erhielten den Befehl, William de Forzs Burgen, auch Skipsea Castle, zu belagern, und William de Forz ergab sich bald dem König und wurde schließlich begnadigt. Nach dieser Rebellion ordnete König Heinrich die Schleifung von Skipsea Castle an, wenn auch nicht feststeht, bis zu welchem Grad dem Folge geleistet wurde. William de Forz vererbte die Burg seinem Sohn, einem weiteren William, aber nach dem Tod von dessen Witwe Isabella fiel Skipsea Castle 1293 an die Krone.
Das Skipsea Mere wurde in der zweiten Hälfte des 14. Jahrhunderts entwässert und ab 1397 wurde die Burg als wertlos angesehen: Die 8,1 Hektar umgebendes Land wurden als Weideland genutzt. Die Herzöge von Aumale nutzten das Herrenhaus im nahegelegenen Cleeton, wenn sie die Gegend besuchten. Vermutlich wegen ihrer ungünstigen Lage erwies sich die Siedlung Skipsea Brough auch als Wirtschaftsstandort ungeeignet. 1260 gab es nur drei Bürger in der Siedlung, die Pacht zahlten, und gegen Ende des 14. Jahrhunderts war die Siedlung größtenteils aufgegeben. 1377 waren in den Siedlungen Skipsea und Skipsea Brough zusammen nur noch 95 Einwohner für die Kopfsteuer registriert.

### 15.–21. Jahrhundert
Eine weitere Entwässerung des Meres wurde um 1720 vorgenommen und das so gewonnene Land von den Bauern genutzt. Der Boden blieb aber sumpfig und wurde Anfang des 20. Jahrhunderts immer noch gelegentlich überflutet. 1911 wurde die Burgruine unter Aufsicht der Commissioners of Works and Public Buildings gestellt, die später zur Regierungsagentur English Heritage wurden. Prospektionen des Burggeländes wurden 1987, 1988, 1992 und 2001 durchgeführt.
Der Burgstall gilt heute als Scheduled Monument und die heute noch sichtbaren Erdwerke sind generell gut erhalten, aber zwischen 2010 und 2014 äußerte English Heritage Bedenken über ihren Zustand, den Einfluss der Entwässerung und der Austrocknung des Landes auf die Erdwerke der Burg. Nur eine Handvoll Gebäude sind bis heute in der Siedlung der Burg, Skipsea Brough, erhalten.

## Architektur und Landschaftsgestaltung

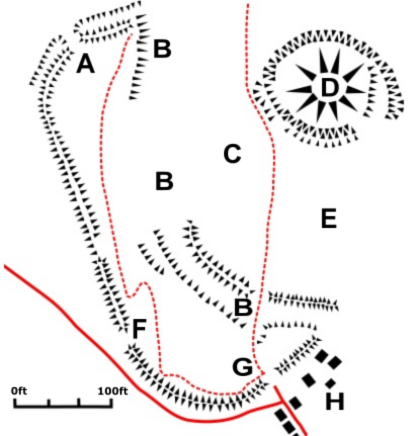
Grundriss von Skipsea Castle: A – Nordtor der Vorburg; B – Verlauf des Kanals; C – Hauptteil des Skipsea Mere; D – Mound; E – Südostecke des Skipsea Mere; F – Scotch Gap; G – Südtor der Vorburg; H – Skipsea Brough; Gepunktete rote Linie – Wege; Durchgehende rote Linie – Straße

Skipsea Castle war eine Motte, die auf einem eisenzeitlichen Hügel errichtet wurde. Die beiden Teile der Festung wurden durch das Skipsea Mere getrennt. Das Mere umgab den Mound. Die Südostecke des Meres war durch zwei Dämme südlich und östlich des Mounds abgetrennt. Es gibt Aufzeichnungen darüber, dass im 13. Jahrhundert in dem See Aale gefangen wurden, und die Südostecke des Sees könnte zur Fischzucht genutzt worden sein. Ein gebogener Kanal, der weiter zur Nordsee führte, floss um die Südwestecke des Mounds und gewährte den Booten Zugang zu den Anlegestellen im Inneren der Vorburg. Möglicherweise lag auch eine Bootswerft am Ostende des Kanals. Möglicherweise hat es einen weiteren Binnenhafen knapp westlich der Vorburg gegeben, aber die Archäologen sind sich darüber nicht einig.
Der Mound aus Sand und Kies wurde vor etwa 2500 Jahren von Menschenhand aufgeschüttet, möglicherweise als Tumulus. Sein Durchmesser beträgt 100 Meter und er ist 11 Meter hoch. Auf seinem Gipfel gibt es eine ebene Fläche von etwa 1000 m² und er ist an seinem Fuß durch einen 1,5 Meter hohen Wall und einen bis zu 10 Meter breiten Graben geschützt. Letzterer war zu Zeiten seiner Anlage tiefer und breiter als heute. Auf dem Mound stand ein Donjon aus Holz und in der Südostecke möglicherweise ein Torhaus aus Stein. Dieses führte auf den Erddamm, der das Mere südlich überquerte und den Mound mit der Vorburg verband. Der östliche Damm verband den Mound mit der Kirche im Dorf Skipsea.
Die Vorburg war etwa 300 Meter × 100 Meter groß und bedeckte so eine Fläche von etwa 3,3 Hektar westlich und südlich der Kernburg. Ihre Erdwerke bestanden aus Ton mit einer bis zu 4 Meter hohen Ringmauer, die durch einen 10 Meter breiten und ursprünglich 4 Meter tiefen Graben geschützt wurde. Eine Unterbrechung in den Erdwerken, heute Scotch Gap genannt, wurde während des Abrisses der Burg im 13. Jahrhundert herausgeschnitten, und der Wall wurde auch durch Entwässerungseinrichtungen anderweitig beschädigt.